# 北海道道146号旭川鷹栖インター線
北海道道146号旭川鷹栖インター線（ほっかいどうどう146ごう あさひかわたかすインターせん）は、北海道旭川市を通る道道（主要地方道）である。

## 概要

### 路線データ
- 起点：北海道旭川市旭岡5丁目（国道12号旭川新道交点）
- 終点：北海道旭川市近文7線南1号（道央自動車道 旭川鷹栖IC・北海道道1125号嵐山公園線交点）
- 総延長：0.8 km[要出典]

## 歴史
- 1993年（平成5年）5月11日 - 建設省から、道道近文停車場嵐山公園線の一部が旭川鷹栖インター線として主要地方道に指定される[1]。
- 1994年（平成6年）
  - 4月1日 - 1109号として路線認定[2]。
  - 10月1日 - 路線番号を146号に変更[3]。

以前は近文停車場嵐山公園線（路線番号799）の一部であったのを廃止し、新たに認定した路線である。

## 地理

### 通過する自治体
- 上川総合振興局
  - 旭川市

### 交差する道路
旭川市
- 国道12号旭川新道 - 旭岡5丁目（起点）
- 道央自動車道旭川鷹栖IC - 近文7線南1号（終点）
- 北海道道1125号嵐山公園線 - 近文7線南1号（終点）